# أدريان برودي
أدريان برودي (بالإنجليزية: Adrien Brody)، (ولد: 14 إبريل 1973)، هوَ ممثلٌ أمريكيٌ. فازَ بجائزةِ الأوسكار لأفضلِ مُمثل مرتين؛ عام 2002 عن فيلمِ «عازف البيانو»، وعام 2025 عن فيلمِ «الوحشي»، كما حصلَ على جائزةِ سيزار عام 2002 كأفضلِ مُمثل.
بدأ نشاطهُ الفني بمسلسلِ «العودة إلى المنزل أخيرًا» عام 1988، وتنقلَ بين الأعمالِ الفنيةِ المتميزة حتى تألقَ بفيلمِ «كينغ كونغ» عام 2005، و«المفترس» عام 2010، و«عازف البيانو» عام 2002، و«الوحشي» عام 2025.
ألقى أدريان برودي خلالَ تسلّمه أوسكار أفضلَ مُمثلٍ بدورٍ رئيسي عام 2025، أطول كلمةٍ في تاريخِ حفلاتِ توزيع جوائزِ الأوسكار، محطمًا بذلكَ رقمًا قياسيًا يعودُ إلى الممثلةِ البريطانية غرير غارسون قبلَ 82 عامًا، حيثُ القى برودي كلمةً لمدةِ 5 دقائق و40 ثانية.

## حياته
ولِدَ أدريان برودي في حي كوينز بنيويورك عام 1973، ووالدهُ هوَ إليوت برودي مُدرّسُ تاريخٍ مُتقاعدٍ من أصلٍ يهوديٍّ بولنديّ. التحقَ أدريان بالأكاديميةِ الأمريكية للفنون المسرحية وقبلها التحقَ بثانويةِ إغوارديا للفنون المسرحية في نيويورك.

## الجوائز والترشيحات
| قائمة الجوائز والترشيحات | قائمة الجوائز والترشيحات            | قائمة الجوائز والترشيحات                     | قائمة الجوائز والترشيحات | قائمة الجوائز والترشيحات | قائمة الجوائز والترشيحات |
| السنة                    | المهرجان                            | الجائزة                                      | الفيلم                   | النتيجة                  | مرجع                     |
| ------------------------ | ----------------------------------- | -------------------------------------------- | ------------------------ | ------------------------ | ------------------------ |
| 2003                     | جوائز الفيلم الأوروبي               | أفضل ممثل أوروبي                             | عازف البيانو             | رُشِّح                      | [ 15 ]                   |
| 2003                     | جائزة سيزار                         | أفضل ممثل                                    | عازف البيانو             | فوز                      | [ 15 ]                   |
| 2003                     | جوائز نقابة ممثلي الشاشة            | أفضل ممثل بدور رئيسي                         | عازف البيانو             | رُشِّح                      | [ 15 ]                   |
| 2003                     | جوائز الأكاديمية البريطانية للأفلام | أفضل ممثل بدور رئيسي                         | عازف البيانو             | رُشِّح                      | [ 15 ]                   |
| 2003                     | جوائز الغولدن غلوب                  | أفضل ممثل درامي                              | عازف البيانو             | رُشِّح                      | [ 15 ]                   |
| 2003                     | جوائز الأوسكار                      | أفضل ممثل بدور رئيسي                         | عازف البيانو             | فوز                      | [ 16 ]                   |
| 2012                     | جوائز نقابة ممثلي الشاشة            | أفضل أداء من قبل طاقم ممثلين في فيلم         | منتصف الليل في باريس     | رُشِّح                      | [ 15 ]                   |
| 2015                     | جوائز نقابة ممثلي الشاشة            | أفضل أداء من قبل طاقم ممثلين في فيلم         | فندق بودابست الكبير      | رُشِّح                      | [ 15 ]                   |
| 2015                     | جوائز نقابة ممثلي الشاشة            | أفضل ممثل ذكر في مسلسل قصير أو فيلم تلفزيوني | هوديني                   | رُشِّح                      | [ 15 ]                   |
| 2015                     | جوائز الإيمي برايم تايم             | أفضل ممثل في مسلسل قصير أو فيلم تلفزيوني     | هوديني                   | رُشِّح                      | [ 15 ]                   |
| 2016                     | جوائز الإيمي برايم تايم             | أفضل راوي                                    | اختراق                   | رُشِّح                      | [ 15 ]                   |
| 2022                     | جوائز الإيمي برايم تايم             | أفضل ممثل ضيف في مسلسل درامي                 | الخلافة                  | رُشِّح                      | [ 15 ]                   |
| 2024                     | جوائز غوثام                         | أفضل ممثل                                    | الوحشي                   | رُشِّح                      | [ 15 ]                   |
| 2025                     | جوائز ساتالايت                      | أفضل ممثل درامي                              | الوحشي                   | رُشِّح                      | [ 15 ]                   |
| 2025                     | جوائز نقابة ممثلي الشاشة            | أفضل ممثل بدور رئيسي                         | الوحشي                   | رُشِّح                      | [ 15 ]                   |
| 2025                     | جوائز اختيار النقاد                 | أفضل ممثل                                    | الوحشي                   | فوز                      | [ 15 ]                   |
| 2025                     | جوائز الأكاديمية البريطانية للأفلام | أفضل ممثل بدور رئيسي                         | الوحشي                   | فوز                      | [ 17 ]                   |
| 2025                     | جوائز الغولدن غلوب                  | أفضل ممثل درامي                              | الوحشي                   | فوز                      | [ 18 ]                   |
| 2025                     | جوائز الأوسكار                      | أفضل ممثل بدور رئيسي                         | الوحشي                   | فوز                      | [ 19 ]                   |

## روابط خارجية
- أدريان برودي على موقع IMDb (الإنجليزية)
- أدريان برودي على موقع الموسوعة البريطانية (الإنجليزية)
- أدريان برودي على موقع روتن توميتوز (الإنجليزية)
- أدريان برودي على موقع مونزينجر (الألمانية)
- أدريان برودي على موقع قاعدة بيانات الأفلام العربية
- أدريان برودي على موقع ألو سيني (الفرنسية)
- أدريان برودي على موقع تيرنر كلاسيك موفيز (الإنجليزية)
- أدريان برودي على موقع أول موفي (الإنجليزية)
- أدريان برودي على موقع بوكس أوفيس موجو (الإنجليزية)
- أدريان برودي على موقع قاعدة بيانات الأفلام السويدية (السويدية)